# Tiriljanskij

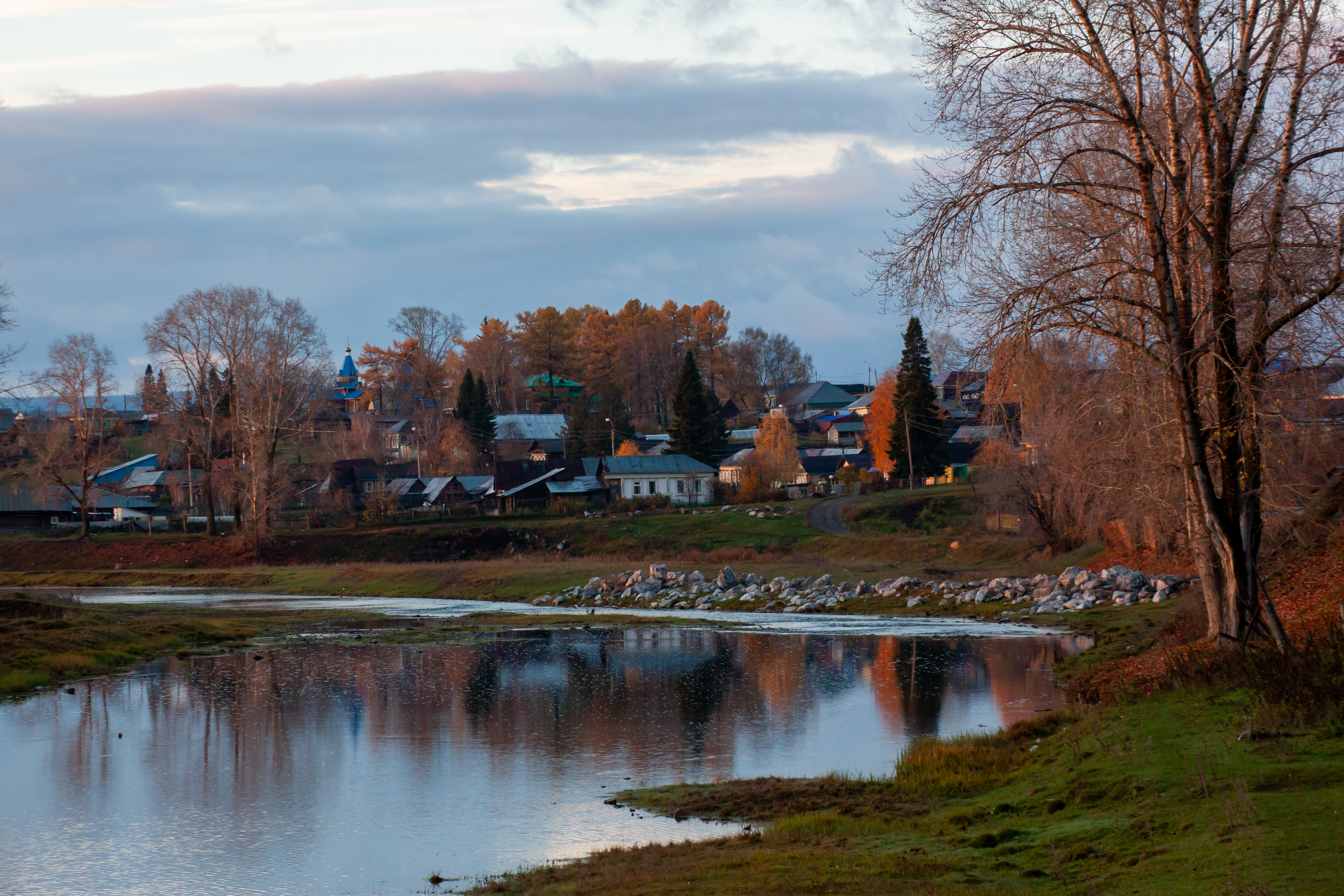
Tiriljanskij, 2023.

Tiriljanskij (ryska: Тирлянский; basjkiriska: Тирля́н, Tirlän), skrivs även Tirilän, är en by i delrepubliken Basjkirien i Uralbergen i Ryssland. Invånarantalet var 4 094 år 2021.

## Historia

### Svenska smeder i Tiriljanskij

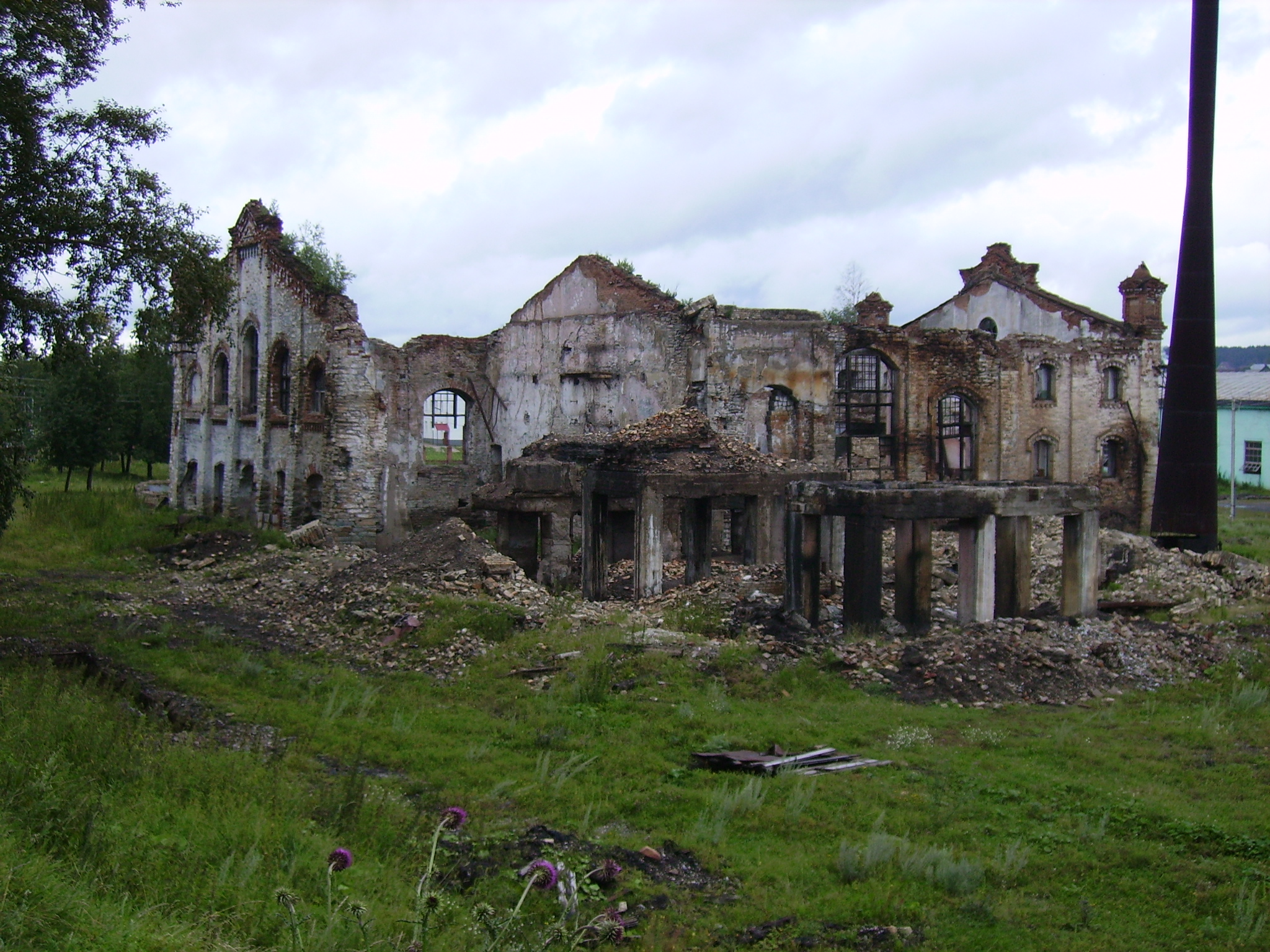
Ruiner av järnverket i Tiriljanskij.

Under slutet av 1800-talet emigrerade svenska smeder och smältare från Degerfors i Värmland, som då låg i Karlskoga bergslags härad, till Tiriljanskij. En del återvände tillbaka, medan andra valde att stanna kvar. Bland dem märks familjerna Adamsson och Larsson.
Initiativet till denna emigration togs efter att ingenjören Aleksander Hasselblatt besökte Degerfors och rekryterade arbetare till smedjor i Beloretsk och Tiriljanskij. Totalt följde 18 smeder med Hasselblatt till Uralbergen. Enligt Hans Norman flyttade 16 personer dit 1878, varav två tog med sig sina hustrur.
Under 1880-talet företog Wilhelm Sarwe en resa till Tiriljanskij för att bedriva evangelisk verksamhet bland de bosatta svenskarna.